# Беркхоф, Карел
Карел Корнелис Беркхоф (нидерл. Karel Cornelis Berkhoff; р. в 1965) — нидерландский историк, профессор Центра исследований Холокоста и геноцида в Амстердаме. Защитил докторские диссертации по истории в Амстердамском и Торонтском университетах, является ведущим научным сотрудником в Нидерландском институте исследований по истории войны, Холокоста и геноцида (NIOD Instituut voor Oorlogs-, Holocausten Genocidestudies) Королевской академии наук и искусств Нидерландов и преподавателем в Амстердамском университете.

## Биография
Карел Беркхоф получил образование в области российских исследований в Амстердамском университете, советологии в Гарвардском университете, а в 1998 году окончил Торонтский университет.

## Научная деятельность
В основном занимается изучением истории Второй мировой войны в СССР. Был консультантом документального фильма «Holocaust» (2000), который снял канал ZDF (Германия).
Автор монографии по истории советской пропаганды в 1941-1945 годах.
Основные публикации:
- «The ‘Russian’ Prisoners of War in Nazi-Ruled Ukraine as Victims of Genocidal Massacre» (in Holocaust and Genocide Studies, vol. 15, nr. 1, 2001)
- «Ukraine under Nazi Rule (1941-1944): Sources and Finding Aids» (in Jahrbücher für Geschichte Osteuropas, vol. 45, nr. 1 en nr. 2, 1997)
- «Harvest of Despair: Life and Death in Ukraine Under Nazi Rule» (Harvard University Press, 2004)
  - Жнива розпачу: життя і смерть в Україні під нацистською владою (Критика, 2011) — перевод на украинский язык
- «Motherland in Danger: Soviet Propaganda During World War II» (Harvard University Press, 2012)

## Награды
- Франкельская награда за вклад в изучение новейшей истории от Библиотеки Винер за книгу "Harvest of Despair: Life and Death in Ukraine Under Nazi Rule"[4].